# Селиваново (Никольский район)
Селиваново — деревня в Никольском районе Вологодской области.
Входит в состав Краснополянского сельского поселения, с точки зрения административно-территориального деления — в Краснополянский сельсовет.
Расстояние до районного центра Никольска по автодороге — 12 км. Ближайшие населённые пункты — Нижний Рыстюг, Носково, Гора.
По переписи 2002 года население — 2 человека.